# Mogneneins
Mogneneins település Franciaországban, Ain megyében. Lakosainak száma 824 fő (2022. január 1.). Mogneneins Peyzieux-sur-Saône, Saint-Didier-sur-Chalaronne, Saint-Étienne-sur-Chalaronne és Dracé községekkel határos.

## Népesség
A település népességének változása:
| Lakosok száma | 409  | 442  | 491  | 647  | 765  | 773  | 778  | 786  | 796  | 824  |
|               | 1968 | 1982 | 1990 | 2006 | 2013 | 2015 | 2017 | 2019 | 2020 | 2022 |